# Жаркова Валерія Борисівна
Валерія Борисівна Жаркова (23 листопада1969 року, Київ) — українська музикознавиця, Докторка мистецтвознавства, професорка, завідувачка кафедри історії світової музики НМАУ ім. П. І. Чайковського, заступниця голови Спеціалізованої Вченої Ради Національної музичної академії України імені П. І. Чайковського. Членкиня організації «Спільнота «Музикознавці України у світовій культурі», членкиня Міжнародного музикознавчого товариства International Musicological Society (IMS). Авторка монографії «Прогулки в музыкальном мире Мориса Равеля (в поисках смысла послания Мастера)» (2009); «Десять взглядов на историю западноевропейской музыки. Тайны и желания Homo Musicus» у 2-х томах (2018, 2020). Головний редактор та упорядник колективної монографії «Чайковський: Україна на карті життя та творчості» (2020). Авторка навчального посібника «Історія західної музики: Homo Musicus від античності до бароко»(2023).

## Життєпис
У 1989 році — закінчила Київське музичне училище імені Р. Глієра (теоретичний відділ). 1994 року закінчила Київську державну консерваторію ім. П. І. Чайковського (історико-теоретичний факультет, клас професора Гнатів Т. Ф.).
У 1998 році закінчила аспірантуру при Київській державній консерваторії ім. П. І. Чайковського, 1999 року захистила  кандидатську дисертацію «Ігрові структури в музиці: естетика, типологія, художня практика».
У 2010 році захистила докторську дисертацію на тему «Творчість Моріса Равеля: музичні тексти і комунікативний контекст».
У 2013 році отримала звання професора кафедри історії зарубіжної музики НМАУ ім. П І. Чайковського
З 2017 року очолює кафедру історії світової музики Національної музичної академії України ім. П. І. Чайковського.
2019-2021рр. очолювала Спеціалізовану Вчену Раду Національної музичної академії України імені П. І. Чайковського.
З 2023 року - заступниця голови Спеціалізованої Вченої Ради Національної музичної академії України імені П. І.  Чайковського.

## Діяльність

### Науково-педагогічна
Авторка багатьох навчальних та освітніх програм для спеціальності 17.00.03 (для рівнів — бакалавр, магістр, PhD). Зокрема, в складі робочої  групи розробляла концепцію освіти і нормативні документи аспірантури НМАУ (2016), що відповідають сучасному процесу зближення європейської і української систем музичної освіти. Веде лекційні курси з історії світової музики, спецкурс з історії старовинної зарубіжної музики для студентів історико-теоретичного факультету, викладає авторський курс «Метафізика історії музики» для студентів, що здобувають рівень «магістр».
Бере активну участь у міжнародних наукових конференціях (Україна, Італія, Польща, Франція та ін.). Систематично проводить майстер-класи і відкриті семінари для студентів, аспірантів і молодих педагогів в Україні та за її межами, що сприяє розвитку методологічних засад українського музикознавства та посилює процеси інтеграції різних сфер гуманітарного знання. Зокрема, у 2003 році проводила майстер-клас у консерваторії м. Френн (Франція); у 2008,  2011 та 2019 рр. проводила майстер-класи для студентів та аспірантів музикознавчого факультету Паризького університету Сорбонна IV
Авторка більш ніж 100 статей в українських і зарубіжних виданнях. В тому числі: «Сучасний курс історії музики: у напрямі до надлишкового…»; «Организация интерьера как объект исторического музыкознания»;  O specyfice ujawniania archetypów w muzyce Maurycego Ravela; The «Author's Word» in the Maurice Ravel's Lyric Fantasy The Child and the Spells та ін.  Авторка монографій: «Прогулки в музыкальном мире Мориса Равеля (в поисках смысла послания Мастера)» (2009); «Десять взглядов на историю западноевропейской музыки. Тайны и желания Homo Musicus» у 2-х томах (2018, 2020). Член організації Спільнота «Музикознавці України у світовій культурі». Головний редактор та упорядник колективної монографії «Чайковський: Україна на карті життя та творчості» (2020), авторка навчального посібника «Історія західної музики: Homo Musicus від античності до бароко» (2023).
Має стаж педагогічної діяльності більше 30 років (з 1994 викладає у НМАУ ім. П. І. Чайковського). За цей час в її  класі за фахом закінчили навчання більше 26 випускників, під керівництвом Валерії Жаркової захищено 10 кандидатських дисертацій:
- Зініч О. «Пластичність у балетній музиці М.Равеля (в аспекті взаємодії мистецтв)» (Київ, 2004).
- Луковська С. «Вокальні мініатюри К. Дебюссі на слова П. Верлена в контексті камерно-вокальної творчості композитора» (Київ, 2005)
- Голяка Г. «Творчість Володимира Зубицького в контексті розвитку сучасного баянного репертуару» (Харків, 2008).
- Данченко Н. «Специфіка комунікації у квартетній творчості французьких композиторів кінця XIX — першої половини XX ст.» (Харків, 2011)
- Климова Н. Оперний театр Клода Дебюссі: символістські аспекти організації (Київ, 2014)
- Нечепуренко В. «Вокальна творчість Габрієля Форе: шляхи формування жанру MÉLODIE» (Київ, 2015).
- Менделенко Д. Камерно-інструментальна музика Франсіса Пуленка: особливості часової організації (Київ, 2017)
- Лі Цін. Камерно-вокальна творчість Клода Дебюссі: принципи роботи з поетичним текстом (Київ, 2018).
- Пєшкова В. «Мадригал у творчості Клаудіо Монтеверді: авторське прочитання поетичного тексту» (НМАУ, 2021)
- Шань Юйнань. Рання камерно-вокальна творчість Даріюса Мійо: стильові виміри (НМАУ, 2024)

### Громадська
Упорядник програми аудіо-концерту для візуального арт-проекту «Скульптура Едгара Дега» (Україна-Франція, Мистецький Арсенал, 2011). Автор проекту проведення міжнародного симпозіуму «Проблема „зворотнього зв'язку“ в сучасному курсі історії музики: теорія та практика» (НМАУ, Київ, 2017). Один із засновників та організаторів Міжнародного фестивалю «Європейська весна в Академії 2019: Пуленк-Фест», постійний член оргкомітету щорічної міжнародної наукової конференції «Молоді музикознавці України». Голова журі щорічного Всеукраїнського конкурсу з музичної літератури «Обрії класики».

## Нагороди
Почесні відзнаки: відзнака Міністерства культури України «За досягнення в розвитку культури та мистецтв» (2019), почесна відзнака орден НМАУ ім. П. І. Чайковського «За видатні досягнення у музичному мистецтві» (2020), почесний професор Хеншуйського університету (Китай, 2019).

## Список публікацій

### Монографії, книги
- Прогулки в музыкальном мире Мориса Равеля (в поисках смысла послания Мастера) монография / Валерия Жаркова. — К. : Автограф, 2009. — 528 с.(2009) ISBN 978-966-7357-48-1
- «Десять взглядов на историю западноевропейской музыки. Тайны и желания Homo Musicus». Том 1. Киев. ArtHuss. 2018. 344 с. ISBN 978-617-7518-49-4
- «Десять взглядов на историю западноевропейской музыки. Тайны и желания Homo Musicus». Монография. Том 2. Киев. ArtHuss. 2020. 256 с. ISBN 978-617-7799-30-5
- колективна монографія «Чайковський: Україна на карті життя та творчості» (2020) (головний редактор та упорядник) ISBN 978-617-7799-50-3
- «Історія західної музики: Homo Musicus від античності до бароко»(2023) ISBN 978-966-7357-62-7

### Статті в наукових збірках та спеціалізованій періодиці
Більше 100, серед них:
- «Дитя і чари» Моріса Равеля на сучасній оперній сцені // Часопис НМАУ ім. П. І. Чайковського. Науковий журнал. — 2013. — № 2 (19). — С.79-86.
- Про унікальність художньої структури опери «Дитя і чари» Моріса Равеля та її сучасні сценічні реалізації// Аспекти історичного музикознавства — VI: Музика і театр в історичному часі та просторі: Збірник наукових статей / Харківський національний університет мистецтв ім. І. П. Котляревського. — Харків: ХНУМ ім. І. П. Котляревського, 2013. — С. 245—260.
- О движении в музыке, или о «достижении того, чего прежде не достигали»… // Науковий вісник НМАУ ім. П. І. Чайковського. Принципи організації руху в музичному творі: зб. статей. — К. : НМАУ ім.. П. І. Чайковського, 2014. — Вип. 111. — С.3-12. (Фахове видання)
- Жанр придворного балета как уникальный феномен в истории французской культуры XVII века // Київське музикознавство. Культурологія та мистецтвознавство. Зб. статей. — Вип.48 — Київ. — 2014. — С.148-158
- Голос Першої світової війни в музиці Моріса Равеля / В. Б. Жаркова // Часопис Національної музичної академії України імені П. І. Чайковського. — 2014. — № 4. — С. 90-98.
- Рождение музыки из духа поэзии Стефана Малларме («Три поэмы Малларме» Клода Дебюсси и Мориса Равеля) // Науковий вісник НМАУ ім. П. І. Чайковського. Комунікативна організація музичного твору: зб. статей. — К. : НМАУ ім.. П. І. Чайковського, 2015. — Вип. 116. — С.3-13
- Французький музичний театр XVII століття: специфіка взаємодії французької та італійської традицій // Аспекти історичного музикознавства — VII: Барокові шифри світового мистецтва: зб. наук. ст. / Харк.нац. ун-т мистецтв імені І. П. Котляревського. — Харків: Видавництво ТОВ «С. А.М.», 2016. — С.6-21
- Сучасний курс історії музики: у напрямі до надлишкового… Часопис № 3(36). 2017. С.99-109.
- Екстази від краси… Україна на емоційній карті життя Чайковського // Чайковський: Україна на карті життя та творчості. /ред.-упор. В. Жаркова. Київ, ArtHuss, 2020, С.25-41.
- Метафізичні проєкції «життя звуку»  в музиці Каї Сааріахо // Музичне мистецтво і культура. Науковий вісник ОНМА імені А.В Нежданової. 2020. Вип. 31. Кн.1. С. 5-19. DOI https://doi.org/10.31723/2524-0447-2020-31-1-1
- Музика Клода Дебюссі та Моріса Равеля: сучасний досвід стильової ідентифікації. Науковий вісник НМАУ ім. П. І.Чайковського : зб. статей. К. : НМАУ ім.. П.І.Чайковського, 2021.  Вип. 130. C.24-45. DOI: https://doi.org/10.31318/2522-4190.2021.130.231181
- Principles of Creating a Scenic Image in the Opéra-Comique Theatre in the Last Quarter of the Nineteenth Century // Performing Arts and Technical Issues edited by Roberto Illiano. Turnhout, Brepols Publishers. 2021 (Staging and Dramaturgy: Opera and the Performing Arts, 4). P. 269-282. ISBN 978-2-503-59739-3.
- Метафізика історії музики в науковому просторі: виклики часу. Науковий вісник НМАУ ім. П. І.Чайковського : зб. статей. К., 2021.  Вип. 132. C.35-52. DOI: https://doi.org/10.31318/2522-4190.2021.132.249956
- Феномен «життя під час війни» у фортепіанній сюїті Моріса Равеля «Tombeau de Couperin» Науковий вісник НМАУ ім. П. І.Чайковського : зб. статей. Київ, 2023. №136. С.130-148. DOI: https://doi.org/10.31318/2522-4190.2023.136.276571
- Відлуння Першої світової війни у музиці Моріса Равеля: митець і час. Мистецтво в обороні: Колективна монографія Нац. акад. мистец. України / НАМ України; Ін-т пробл. сучас. мистец. НАМ України; Ін-т культурології НАМ України. Київ: Фенікс, 2024. С.449-464.
- Вокальний цикл Даріюса Мійо «Сільськогосподарські Машини»: епатаж чи сповідь? Науковий вісник НМАУ ім. П. І. Чайковського : зб. статей. Київ, 2023. №138. С. 76-88. DOI: https://doi.org/10.31318/2522-4190.2023.138.294788
- Ligeti’s Hamburg Concerto as a Summary of Late Artistic Tendencies. / Valeriya Zharkova, Oleksandr Zharkov, Olena Antonova, Tetiana Filatova, Ganna Rizaieva. Harmonia: Journal of Art Research  and Education. 2023. Vol 23. No 2. Р.333-345 / Valeriya Zharkova, Oleksandr Zharkov, Olena Antonova, Tetiana Filatova, Ganna Rizaieva.  DOI 10.15294/harmonia.v23i2.45933
- Клод Дебюссі й Хазрат Інаят Хан: звук як Всесвіт. Науковий вісник НМАУ ім. П. І. Чайковського : зб. статей. Київ, 2024. №139. С. 22-38. DOI: 10.31318/2522-4190.2024.139.300957
- THE VOCAL CYCLE “MACHINES AGRICOLES” AS A MANIFESTATION OF DARIUS MILHAUD’S CREATIVE CREDO / Zharkova, V., Zharkov, O., Shang, Y. /. Yegah Musicology Journali, 7(3), 2024. 147-177. https://doi.org/10.51576/ymd.1519103
- Overture “Shéhérazade” by Maurice Ravel: genre and semantic projections. Studia Universitatis Babeș-Bolyai Musica.  2024. Volume 69. № 2.  P. 207 – 216. DOI: https://doi.org/10.24193/subbmusica.2024.2.14

### Відеолекції на медіаплатформах
- «Як можлива історія музики сьогодні? Від «історії музики» до «метафізики історії музики»». Міжнародний музикознавчий семінар «Музикознавче слово в інформаційному контенті пост(сучасності)». (Одеса, 19-21 червня 2020)
- «Музика Клода Дебюссі і Моріса Равеля: сучасний погляд на проблему стильової ідентифікації». Всеукраїнське науково-педагогічне підвищення кваліфікації у галузі мистецтвознавства, музикознавства, музичної педагогіки під патронатом Одеської національної музичної академії та Центру українсько-європейського наукового співробітництва (6 квітня, 2021)
- «Homo Musicus в сучасному світі, або погляд на посмішку Ангела історії музики із сьогодення». Міжнародний дистанційний музикознавчий семінар «Музикознавче слово в інформаційному контенті (пост) сучасності» (20-24 червня, 2021)
- «Художні проєкції Першої світової війни в творчості Моріса Равеля». VI Міжнародний музикознавчий семінар «Музикознавче слово в інформаційному контенті (пост) сучасності (29 червня – 1 липня 2023).
- «Історія музики як складова сучасної освіти: наукові виклики». VI Міжнародний науково-творчий проєкт «Сучасне музикознавство та виконавство: від теоретичного дискурсу до виконавської практики» (15 березня 2024 року, Київ).
- «Смислові обрії звуку в музичній мові Клода Дебюссі». VІI МІЖНАРОДНИЙ МУЗИКОЗНАВЧИЙ СЕМІНАР «МУЗИКОЗНАВЧЕ СЛОВО В ІНФОРМАЦІЙНОМУ КОНТЕНТІ (ПОСТ)СУЧАСНОСТІ» (28 – 30 червня 2024 року, Одеса).
- «Історія західної музики в сучасному українському  освітньому просторі: методичні інновації». «Метаморфози методик викладання музично-теоретичних дисциплін та їх дослідження в історичній та сучасній перспективі» (Харків, 15-20 жовтня, 2024).

## Профілі в електронних базах даних
- Жаркова Валерія Борисівна // Науковці України
- Жаркова Валерія / Профіль науковця в Google Scholar
- Valeriya Zharkova / ORCID ID
- Valeriya Zharkova/ Researcher ID
- Valeriya Zharkova / ResearchGate
- Валерія Жаркова / Academia.edu